# 1996 XW19
1996 XW19 är en asteroid i huvudbältet som upptäcktes den 11 december 1996 av den japanska astronomen Takao Kobayashi vid Ōizumi-observatoriet.
Asteroiden har en diameter på ungefär 6 kilometer.